# Tiryakioğlu, Ayvacık
Tiryakioğlu là một xã thuộc huyện Ayvacık, tỉnh Samsun, Thổ Nhĩ Kỳ. Dân số thời điểm năm 2010 là 582 người.